# Piaskowiec macierzankowy
Piaskowiec macierzankowy (Arenaria serpyllifolia L.) – gatunek rośliny z rodziny goździkowatych. Jest szeroko rozprzestrzeniony na kuli ziemskiej. Naturalny obszar jego występowania to Azja, Europa i Afryka Północna, ale rozprzestrzenił się także w Ameryce Północnej, Afryce i Australii. W Polsce jest bardzo pospolity.

## Morfologia
ŁodygaRozesłana, silnie rozgałęziona, wysokości 5–20 cm.
LiścieDolne krótkoogonkowe, górne siedzące, o długości 3–7 cm, jajowate, zaostrzone. Wszystkie są kilkunerwowe i przeświecająco punktowane.
KwiatyBiałe, na szypułkach, w kątach górnych liści. Działki błoniasto obrzeżone, dłuższe od białych płatków korony.
OwocTorebka jajowata, otwierająca się słabo odgiętymi ząbkami.

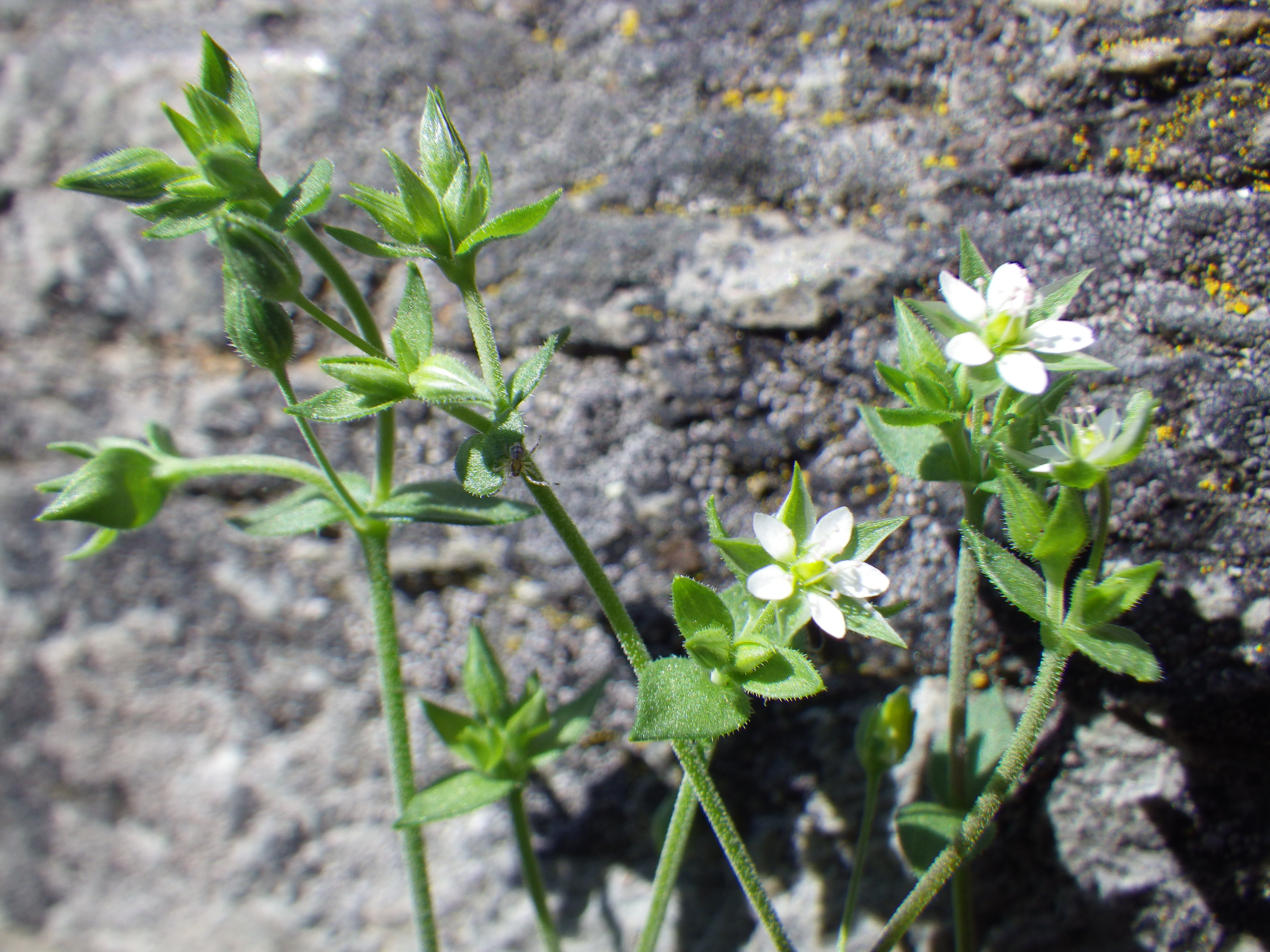
Kwitnące pędy
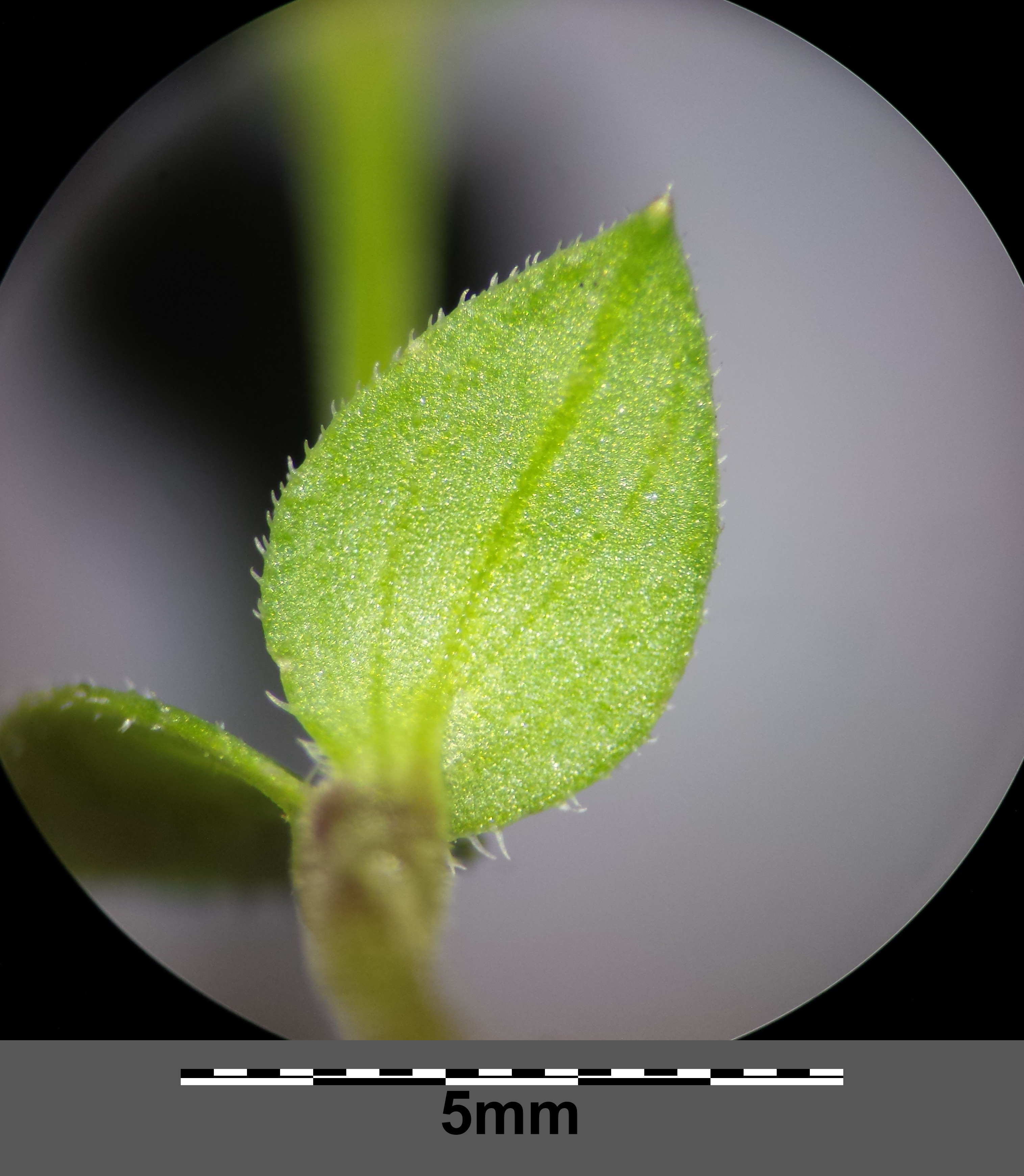
Liść
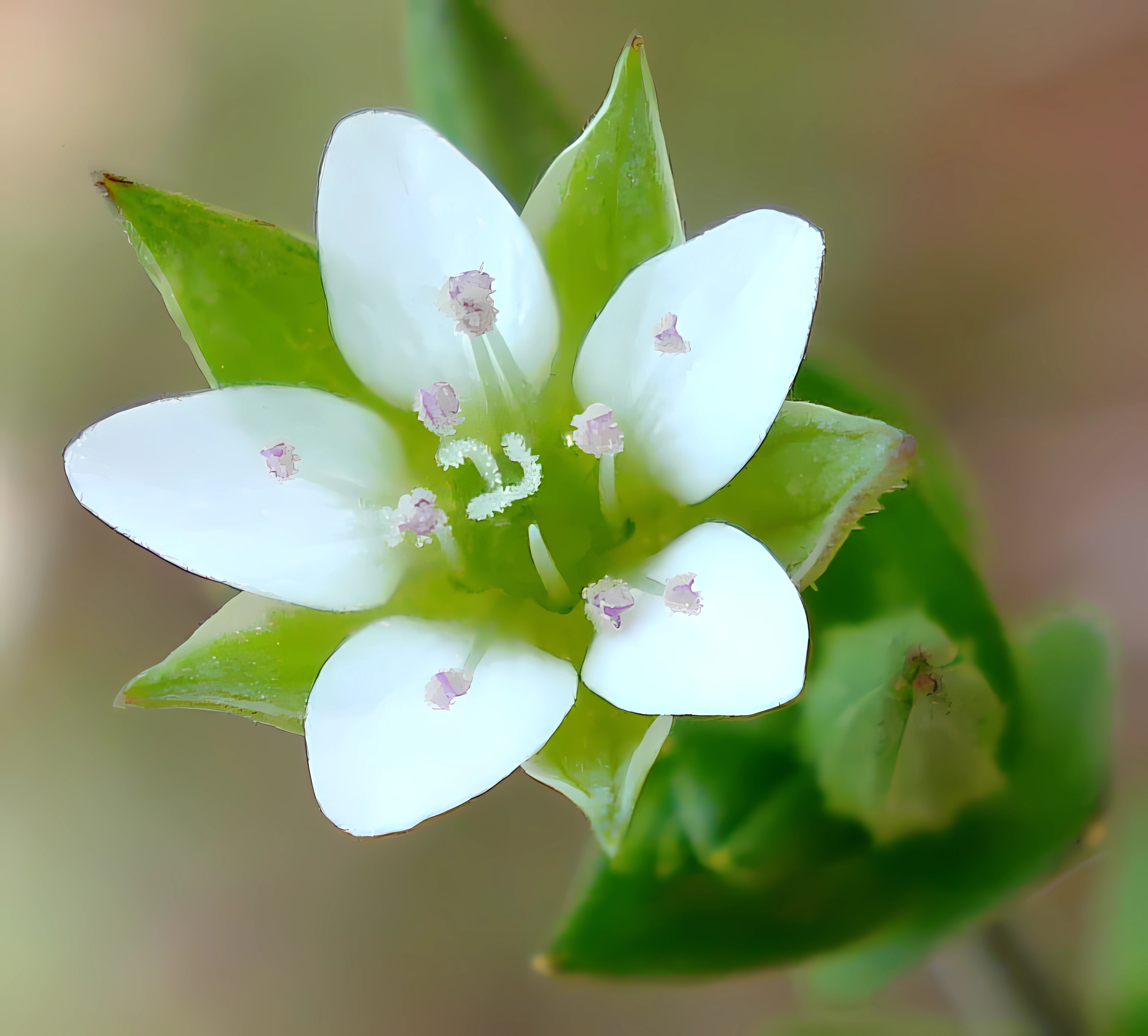
Kwiat
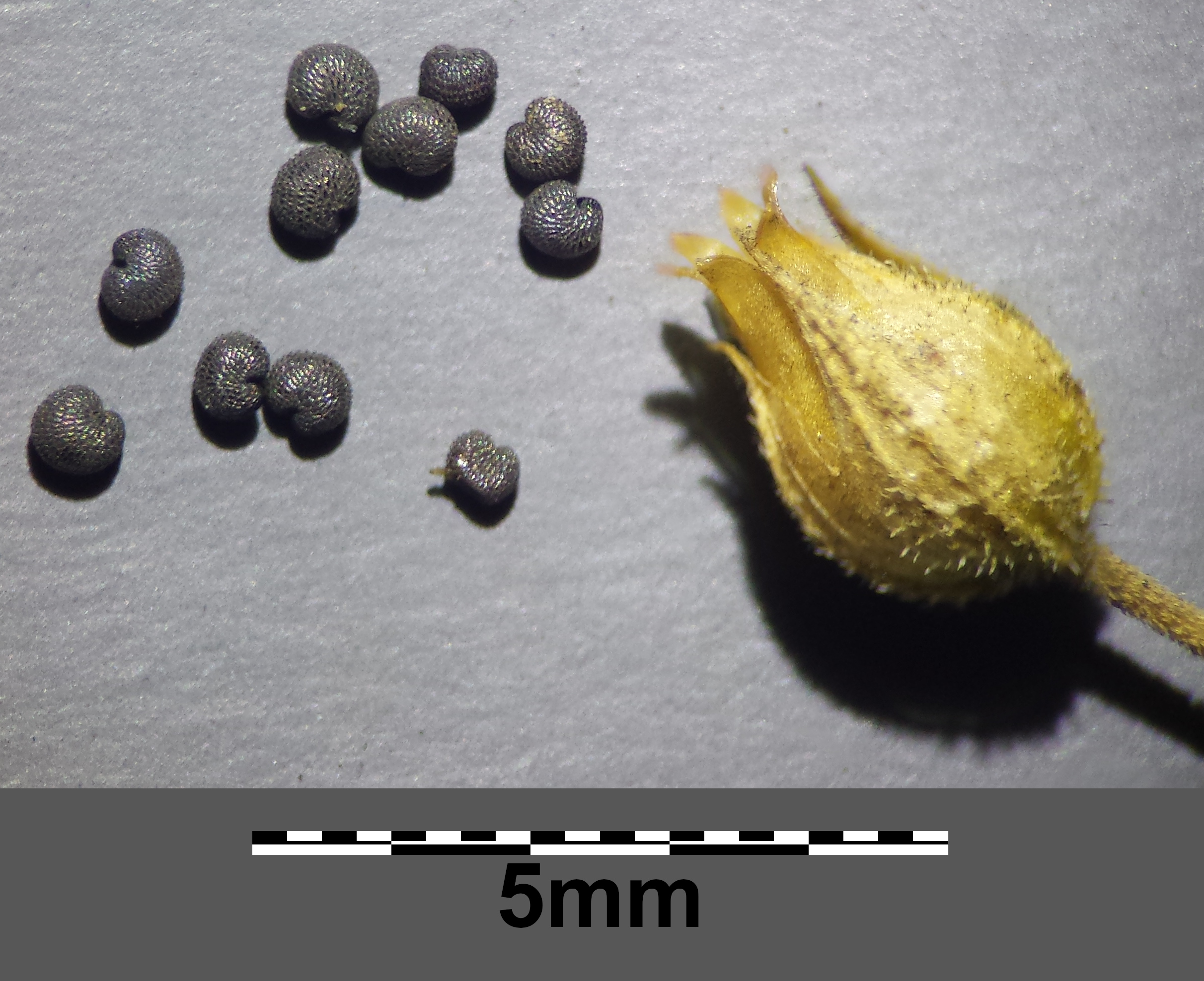
Owoc i nasiona

## Biologia i ekologia
Roślina jednoroczna lub dwuletnia, jara lub ozima. Kwitnie od maja do października. Jest to chwast zbóż, koniczyn i innych roślin uprawnych. Występuje na glebach piaszczystych, próchniczych, a także wapiennych. Liczba chromosomów 2n = 40.